# Torneo Federal A
Il Torneo Federal A è una delle due divisioni regionali che compongono la terza serie del calcio argentino, insieme con la Primera B Metropolitana. È organizzato dal Consejo Federal, una divisione della Federazione calcistica dell'Argentina, ma i club partecipanti sono affiliati indirettamente alla federazione.
Vi prende parte un numero variabile di club provenienti da tutta l'Argentina ad eccezione dell'area della Grande Buenos Aires e della città di Rosario, le cui squadre partecipano all'altra divisione regionale di terza serie, la Primera B Metropolitana.

## Storia
La competizione è nata nel 2014 in seguito ad una riforma della piramide calcistica, sostituendo il Torneo Argentino A, che allo stesso modo raccoglieva i club provenienti dall'esterno di Buenos Aries e Rosario.

## Formula
Nella prima fase le 38 squadre sono divise su base geografica in quattro gironi (due da 10 squadre e due da 9 squadre) che giocano in gare andata e ritorno. Le prime 4 dei gironi da 9 squadre e le prime 5 dei gironi da 10 squadre ottengono la qualificazione per l'Ascenso, mentre tutte le altre si qualificano per la Revalida.
Nell'Ascenso le 18 squadre sono divise in due gironi da 9 squadre che giocano sola andata, con le prime quattro di ogni girone che si qualificano per la fase ad eliminazione diretta, che decreta la squadra campione del Federal A e promossa in Primera B Nacional, mentre tutte le altre partecipanti all'Ascenso prendono parte alla seconda fase della Revalida.
La Revalida è caratterizzata da una prima fase, in cui le 20 squadre non qualificate all'Ascenso sono divise in due gironi da 10 squadre che giocano sola andata, con le prime 6 di ogni girone che si qualificano alla seconda fase. In questa le 12 squadre provenienti dalla prima fase e le 14 squadre eliminate ai gironi e nel primo turno di Ascenso giocano un turno ad eliminazione diretta, con le vincenti che accedono alla fase finale insieme con le altre squadre non vincenti l'Ascenso. Questa terza e ultima fase è caratterizzata da quattro turni ad eliminazione diretta al fine di determinare le altre promozioni in Primera B Nacional.
Le ultime due classificate in base alla classifica aggregata dei due gironi di Revalida sono retrocesse nel Torneo Regional Federal Amateur, per un totale di 4 retrocessioni.

## Squadre partecipanti
Stagione 2025.

### Zona A
- Cipolletti
- Círculo Dep. (O)
- Dep. Rincón
- Germinal
- Guillermo Brown
- Kimberley (MdP)
- Olimpo
- Santamarina
- Sol de Mayo (V)
- Villa Mitre

### Zona B
- Argentino (MM)
- Atenas (RC)
- Ciudad de Bolívar
- Costa Brava (GP)
- Estudiantes (SL)
- Gutiérrez (M)
- Huracán (LH)
- Juv. Unida (SL)
- San Martín (M)

### Zona C
- 9 de Julio (R)
- Template:Calcio Calcio Ben Hur
- Defensores (VR)
- Douglas Haig
- El Linqueño
- Gimnasia (CdU)
- Gimnasia (C)
- Independiente (CH)
- Sp. Belgrano (SF)
- Sp. Las Parejas

### Zona D
- Atlético Rafaela
- Bartolomé Mitre
- Boca Unidos
- Crucero (M)
- Juv. Antoniana
- San Martín (F)
- Sarmiento (LB)
- Sarmiento (R)
- Sol de América (F)

## Albo d'oro
| Stagione | Campione                           | Altre promozioni |
| -------- | ---------------------------------- | --- |
| 2014     | Nessuno                            | Central Córdoba (SdE) Estudiantes (SL) Guillermo Brown Juventud Unida Unión de Mar del Plata Atlético Paraná Gimnasia (M) |
| 2015     | Talleres (C)                       | Juv. Unida (SL) |
| 2016     | San Martín (T)                     | Nessuna |
| 2016-17  | Agropecuario                       | Mitre (SdE) |
| 2017-18  | Central Córdoba (SdE)              | Gimnasia (M) |
| 2018-19  | Estudiantes (RC)                   | Alvarado |
| 2019-20  | Stagione Annullata per il COVID-19 | Stagione Annullata per il COVID-19                                                                                        |
| 2020     | Güemes (SdE)                       | Dep. Maipú |
| 2021     | Dep. Madryn                        | Chaco For Ever |
| 2022     | Racing (C)                         | Nessuna |
| 2023     | Gimnasia (S)                       | Nessuna |
| 2024     | Central Norte (S)                  | Nessuna |
| 2025     |                                    | |